# خشونت شریک صمیمی

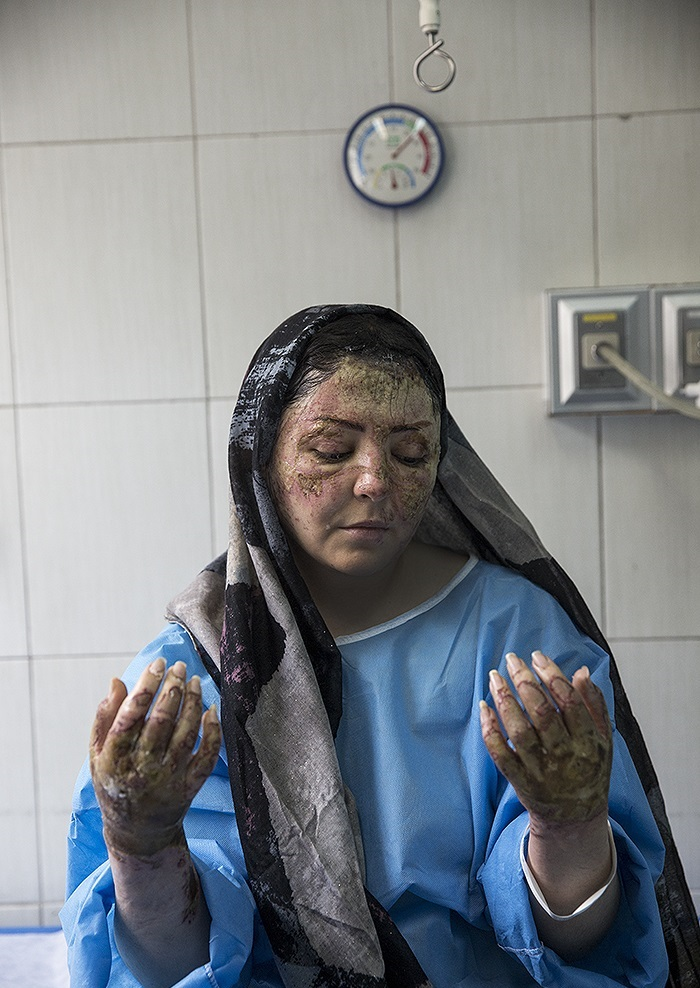
مریم، قربانی اسیدپاشی در حال مداوا در تهران -او که ۳۷ سال داشت، قربانی درگیری خانوادگی شد و توسط شوهرش با اسید سوزانده شد. دست‌ها، صورت و دست‌هایش به شدت دچار سوختگی شد. این دومین حادثه اسیدپاشی در تبریز در فروردین سال ۱۳۹۷ بود.

خشونت شریک صمیمی (انگلیسی: Intimate partner violence)، خشونت خانگی توسط یک همسر یا شریک فعلی یا سابق در یک رابطه صمیمی علیه همسر یا شریک دیگر است.
خشونت شریک صمیمی می‌تواند اشکال مختلفی از جمله سوءاستفاده فیزیکی، کلامی، عاطفی، اقتصادی و جنسی داشته باشد. سازمان جهانی بهداشت خشونت شریک صمیمی را اینگونه تعریف می‌کند: «هر رفتاری در یک رابطه صمیمی که باعث آسیب فیزیکی، روانی یا جنسی برای افراد حاضر در رابطه شود، از جمله اعمال پرخاشگری فیزیکی، اجبار جنسی، آزار روانی و رفتارهای کنترل‌کننده».